# Кожым (посёлок городского типа)
Кожым — посёлок городского типа в Республике Коми России. Входит в состав городского округа Инта.
Расположен вблизи реки Кожым в 43 км к юго-западу от Инты. Рядом с посёлком находится железнодорожная станция 1952 км.
Статус посёлка городского типа — с 1954 года. 
Согласно распоряжению Правительства РФ от 13 сентября 2004 года посёлок был закрыт, как неперспективный. Летом в посёлок приезжают его бывшие жители.

## Население
| 1970 | 1989 | 2002 | 2009 | 2010 | 2012 | 2013 |
| ---- | ---- | ---- | ---- | ---- | ---- | ---- |
| 653  | ↗733 | ↘56  | ↘5   | ↗10  | ↘8   | ↘6   |
| 2014 | 2015 | 2016 | 2017 | 2018 | 2019 | 2020 |
| →6   | ↘4   | →4   | →4   | →4   | ↗5   | ↘4   |
| 2021 |      |      |      |      |      |      |
| ↘0   |      |      |      |      |      |      |

В 1959 году численность населения составляла 4294 человек.